# Дровянинское городское поселение
Городско́е поселе́ние «Дровянинское» — муниципальное образование в Улётовском районе Забайкальского края Российской Федерации.
Административный центр — пгт Дровяная.

## История
Статус и границы городского поселения установлены Законом Читинской области от 19 мая 2004 года «Об установлении границ, наименований вновь образованных муниципальных образований и наделении их статусом сельского, городского поселения в Читинской области».

## Население
| 2009  | 2010  | 2011  | 2012  | 2013  | 2014  | 2015  |
| ----- | ----- | ----- | ----- | ----- | ----- | ----- |
| 3214  | ↗3987 | ↘3986 | ↘3975 | ↘3973 | ↗4011 | ↗4046 |
| 2016  | 2017  | 2018  | 2019  | 2020  | 2021  |       |
| ↘4019 | ↗4069 | ↘4037 | ↘3998 | ↗4017 | ↘3996 |       |

## Состав городского поселения
| № | Населённый пункт | Тип населённого пункта          | Население |
| - | ---------------- | ------------------------------- | --------- |
| 1 | Голубичная       | посёлок железнодорожной станции | ↘310      |
| 2 | Дровяная         | пгт, административный центр     | ↗2971     |
| 3 | Красная Речка    | посёлок                         | ↘101      |
| 4 | Татаурово        | село                            | ↘631      |